# Johannesburg Challenger 1989
Il Johannesburg Challenger 1989 è stato un torneo di tennis facente parte della categoria ATP Challenger Series nell'ambito dell'ATP Challenger Series 1989. Il torneo si è giocato a Johannesburg in Sudafrica dal 1 al 6 maggio 1989 su campi in cemento.

## Vincitori

### Singolare
Piet Norval ha battuto in finale  James Turner con il punteggio di 6–4, 6–2

### Doppio
Mike De Palmer /  Royce Deppe hanno battuto in finale  Piet Norval /  Byron Talbot con il punteggio di 4–6, 6–3, 7–6